# Гнатовецька сільська рада
Гнатове́цька сільська́ ра́да — адміністративно-територіальна одиниця та орган місцевого самоврядування у Хмельницькому районі Хмельницької області. Адміністративний центр — село Гнатівці.

## Загальні відомості
- Територія ради: 44,69 км²
- Населення ради: 981 особа (станом на 2001 рік)
- Територією ради протікає річка Бужок

## Населені пункти
Сільській раді були підпорядковані населені пункти:
- с. Гнатівці
- с. Моломолинці

## Склад ради
Рада складалася з 14 депутатів та голови.
- Голова ради: Олгінський Володимир Антонович
- Секретар ради: Євсюкова Оксана Віталіївна

### Керівний склад попередніх скликань
| Прізвище, ім'я, по батькові          | Основні відомості                                                         | Дата обрання | Дата звільнення |
| ------------------------------------ | ------------------------------------------------------------------------- | ------------ | --------------- |
| Бандровський Олександр Володимирович | Сільський голова, 1957 року народження, безпартійний                      | 26.03.2006   | 31.10.2010      |
| Олгінський Володимир Антонович       | Сільський голова, 1959 року народження, освіта вища, член Народної партії | 31.10.2010   |                 |

Примітка: таблиця складена за даними сайту Верховної Ради України

### Депутати
За результатами місцевих виборів 2010 року депутатами ради стали:

#### За суб'єктами висування
| Суб'єкт висування | Кількість обраних депутатів | %    |
| ----------------- | --------------------------- | ---- |
| Самовисування     | 8                           | 57,1 |
| Народна партія    | 6                           | 42,9 |

#### За округами
| № округу       | Прізвище, ім'я, по батькові     | Дата визнання обраним | Освіта             | Партійна приналежність | Відомості про обраного депутата                                |
| -------------- | ------------------------------- | --------------------- | ------------------ | ---------------------- | -------------------------------------------------------------- |
| Народна Партія |                                 |                       |                    |                        |                                                                |
| 1              | Боролюк Віктор Дмитрович        | 01.11.2010            | середня            | позапартійний          | Гнатовецька амбулаторія сімейного лікаря, шофер                |
| 3              | Князюк Анатолій Васильович      | 01.11.2010            | середня            | позапартійний          | ВПА «Оріян-2008», старший інженер                              |
| 4              | Огінська Леся Петрівна          | 01.11.2010            | вища               | позапартійна           | Гнатовецька амбулаторія сімейного лікаря, головний лікар       |
| 7              | Мельник Володимир Олександрович | 01.11.2010            | вища               | позапартійний          | ВПА «Оріяна-2008», агроном                                     |
| 8              | Решетнік Сергій Васильович      | 01.11.2010            | середня            | позапартійний          | ВПА «Оріяна-2008», інженер                                     |
| 10             | Лиса Віра Григорівна            | 01.11.2010            | середня спеціальна | позапартійна           | Аркадієвецька загальноосвітня школа І-ІІ ст., вчитель          |
| Самовисування  |                                 |                       |                    |                        |                                                                |
| 2              | Боклажко Ауріка Юріївна         | 06.11.2010            | середня            | позапартійна           | Гнатовецька сільська рада, соціальний працівник                |
| 5              | Комаринська Ольга Миколаївна    | 06.11.2010            | середня спеціальна | позапартійна           | Гнатовецька сільська рада, землевпорядник                      |
| 6              | Євсюкова Оксана Віталіївна      | 06.11.2010            | середня спеціальна | позапартійна           | Гнатовецька сільська рада, секретар                            |
| 9              | Прокопченко Олександр Петрович  | 06.11.2010            | вища               | позапартійний          | Терешовецька державна лікарня ветеринарної медицини, вет-лікар |
| 11             | Янчишина Галина Олексіївна      | 06.11.2010            | середня спеціальна | позапартійна           | магазин с. Моломолинці, продавець                              |
| 12             | Суховірська Галина Степанівна   | 06.11.2010            | середня            | позапартійна           | фельдшерський пункт с. Моломолинці, санітар                    |
| 13             | Гуляк Катерина Петрівна         | 06.11.2010            | середня спеціальна | позапартійна           | с. Гнатівці, листоноша                                         |
| 14             | Авдєйчик Галина Михайлівна      | 06.11.2010            | вища               | позапартійна           | Гнатовецька загальноосвітня школа, вчитель                     |